# Mordellistena australasiae
Mordellistena australasiae es una especie de coleóptero de la familia Mordellidae.

## Distribución geográfica
Habita en Australia.